# Slobodanka
Slobodanka je žensko osebno ime.

## Izvor imena
Ime Slobodanka je različica moškega osebnega imena Svobodan.

## Pogostost imena
Po podatkih Statističnega urada Republike Slovenije je bilo na dan 31. decembra 2007 v Sloveniji število ženskih oseb z imenom Slobodanka: 225.